# Final da Copa do Mundo de Ginástica Artística de 2008
A 14ª Final da Copa do Mundo de Ginástica Artística teve como cidade-sede Madrid e ocorreu nos dias 13 e 14 de dezembro de 2008. A competição consistiu na participação dos oito melhores atletas do ranking de cada aparelho durante as etapas da temporada. Em algumas finais podem aparecer menos de oito ginastas classificados, devido a lesões ou desistências, e mais de oito, em decorrência de empates.

## Medalhistas
| Evento                       | Ouro                   | Prata               | Bronze                 |
| ---------------------------- | ---------------------- | ------------------- | ---------------------- |
| Masculino                    |                        |                     |                        |
| Solo detalhes                | BRA Diego Hypólito     | JPN Kohei Uchimura  | ISR Alexander Shatilov |
| Cavalo com alças detalhes    | CHN Hongtao Zhang      | HUN Krisztian Berki | AUS P. Sellathurai     |
| Argolas detalhes             | UKR Olexander Vorobyov | HUN Jordan Jovtchev | NED Yuri van Gelder    |
| Salto sobre a mesa detalhes  | FRA Thomas Bouhail     | NED Jeffrey Hammes  | RUS Anton Golotsutskov |
| Barras paralelas detalhes    | FRA Yann Cucherat      | CHN Feng Zhe        | UKR Valeriy Goncharov  |
| Barra fixa detalhes          | NED Epke Zonderland    | AUS Philippe Rizzo  | JPN Hiroyuki Tomita    |
| Feminino                     |                        |                     |                        |
| Salto sobre a mesa detalhes  | CHN Cheng Fei          | SUI Ariella Kaeslin | BEL Aagje Vanwalleghem |
| Barras assimétricas detalhes | CHN He Kexin           | CHN Jiang Yuyuan    | JPN Koko Tsurumi       |
| Trave detalhes               | AUS Lauren Mitchell    | RUS Yulia Lozhecko  | CHN Li Shanshan        |
| Solo detalhes                | CHN Cheng Fei          | CHN Jiang Yuyuan    | ROU Sandra Izbasa      |

## Quadro de medalhas
| Ordem | País          | Medalha de ouro | Medalha de prata | Medalha de bronze | Total |
| ----- | ------------- | --------------- | ---------------- | ----------------- | ----- |
| 1     | China         | 4               | 3                | 1                 | 8     |
| 2     | França        | 2               |                  |                   | 2     |
| 3     | Países Baixos | 1               | 1                | 1                 | 3     |
| 3     | Austrália     | 1               | 1                | 1                 | 3     |
| 5     | Ucrânia       | 1               |                  | 1                 | 2     |
| 6     | Brasil        | 1               |                  |                   | 1     |
| 7     | Hungria       |                 | 2                |                   | 2     |
| 8     | Japão         |                 | 1                | 2                 | 3     |
| 9     | Rússia        |                 | 1                | 1                 | 2     |
| 10    | Suíça         |                 | 1                |                   | 1     |
| 11    | Bélgica       |                 |                  | 1                 | 1     |
| 11    | Israel        |                 |                  | 1                 | 1     |
| 11    | Roménia       |                 |                  | 1                 | 1     |
| TOTAL | TOTAL         | 10              | 10               | 10                | 30    |